# Timeo (diálogo)

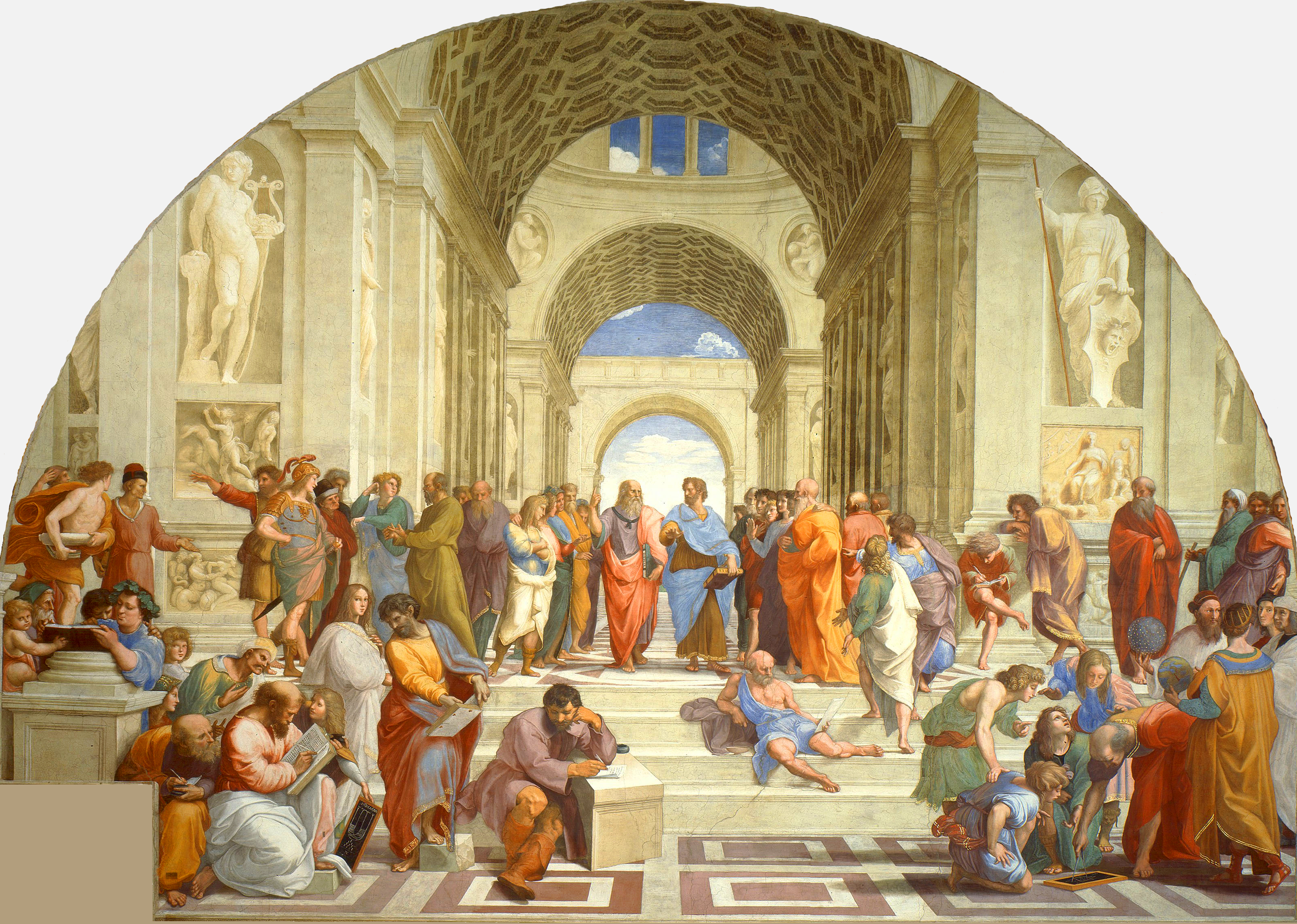
Platón y Aristóteles en La escuela de Atenas, pintura de Rafael. Platón está sosteniendo el Timeo. Aristóteles sostiene una copia de su Ética a Nicómaco.

El Timeo (Τίμαιος) es un diálogo escrito por Platón en torno al año 360 a. C. Precede al Critias o La Atlántida, y es considerado por muchos como el más influyente en toda la filosofía y ciencia posteriores. Su contenido profundiza esencialmente en tres problemas:
1. el cosmogónico, sobre el origen del universo
2. el físico, sobre la estructura de la materia
3. y el antropológico, sobre la naturaleza humana.

Los tres argumentos hallan correspondencia con otras partes en las que es posible subdividir la obra, y a las que se les añade el prólogo.

## Introducción

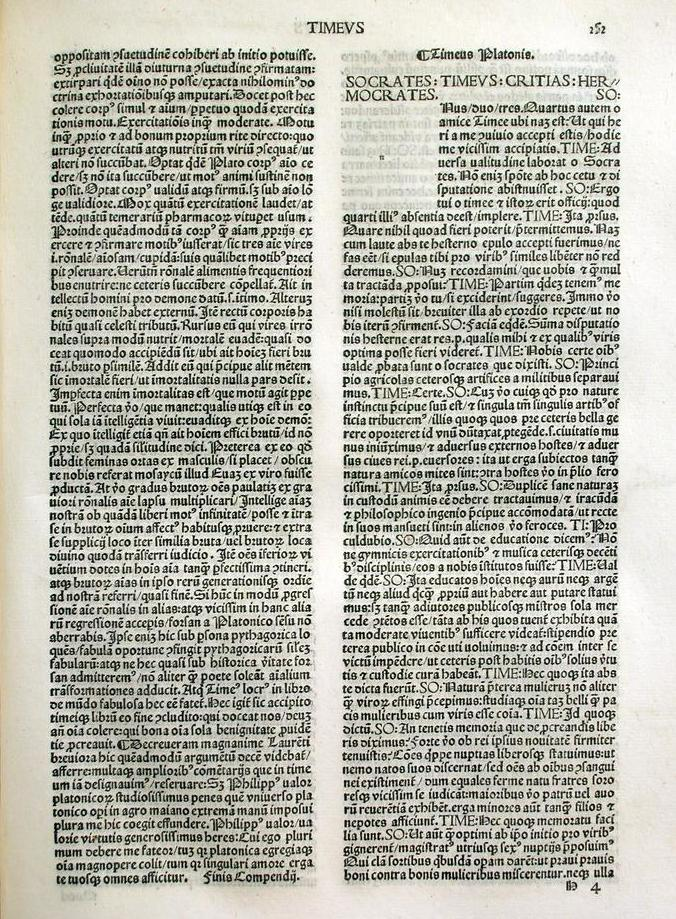
Timeo, Platón, 1491.

El Timeo es una de las obras de Platón cuya autenticidad viene avalada por una unanimidad de criterios inversamente proporcional a su interpretación consensuada. Su mismo autor señala como fundamentación tres fuentes limitantes a todo intento de aproximación y comprensión consecuente.
Recordando en todo momento la elección del diálogo como instrumento de exposición, y a modo de anticipación en la estructuración de la comunicación humana, Platón hace alusión a una triple causación derivada en todo momento de una única base de carácter ontológico: nuestra condición de seres limitados que a modo del mito de Sísifo nos vemos circularmente impelidos a recordar aquello que olvidamos trasladando para ello la pesada carga de la ignorancia desde la hondonada del Mundo sensible al encumbramiento del Mundo de las Ideas, intento vano para una mayoría que volverá a descender o que jamás alcanzará la cima.

### Limitación implícita en el objeto de exposición
Timeo describe el objeto a tratar como sensible, opinable, y en cambio permanente sin alcanzar nunca el ser. Y es que la Cosmología a dilucidar traspasaría la unidireccionalidad de un ámbito racionalista y exclusivista, y por tanto excluyente.

### Limitación implícita en el propio discurso
A pesar de la calificación del relato como probable por parte del orador principal, hallará consecuentemente su limitación expositiva en su mismo contenido, el cual trae parejo la exclusión de todo carácter tendente a la objetividad y exactitud, más propios de la cotidianidad con que se ven revestidas otras esferas del ser. Pero no por ello deja de ser plausible su exposición al tratarse de un intento de aproximación de lo sensible a lo inteligible, aunque para ello debamos resignarnos además a la ausencia de clarificación de los principios implícitos en el propio discurso.

### Limitación implícita en los potenciales receptores
Finalmente serán también los oyentes y su predisposición formativa, los que posibilitarán o denegarán la recepción de aquello que se desea transmitir. El hecho de que los participantes en el diálogo sean considerados por Sócrates como versados suficientemente en el conocimiento requerible para aprehender lo expuesto, nos da a entender que nos encontramos ante una obra que no va dirigida a un público general, siendo innecesario añadir que su imposibilidad no nace de un ocultamiento o exclusividad malintencionados, sino de las limitaciones anteriormente expuestas.

## Datación
Para datar el Corpus Platonicum debe distinguirse entre:
1. Cronología absoluta: fecha de composición y relación con el resto de diálogos.
2. Cronología dramática: conexión en el Timeo con otras obras.

### Cronología absoluta
La ubicación del Timeo en el conjunto de la obra de Platón requiere en primera instancia no pasar por alto la existencia de un posicionamiento partidario de una evolución en el pensamiento del autor.

#### Siglo XIX
Retrotrayéndonos al siglo XIX como escenario y génesis del debate planteado, resultó delimitada la última época del filósofo griego como aquella que sigue a la elaboración del Parménides; de un modo coherente a la perspectiva evolucionista es a partir de entonces donde radicaría el punto de inflexión en el pensamiento platónico, al constatarse la aparente crítica a la doctrina de las Ideas. Dado que el Timeo contiene y sostiene todo lo contrario, es decir, su simpatía hacia el núcleo dinamizador del conjunto filosófico, será considerado anterior, descartándose como producto de una nueva elaboración teórica final. Según G. Stallbaum, la República sería el diálogo sobre el cual recaería la función de anteceder al Timeo, si no fuera por la aparición de estudios posteriores que avalaban nuevamente su redacción tardía.
Un estudio estilométrico verificaría su consonancia con los testimonios antiguos al apoyarse sobre todo en la presencia o ausencia de hiato, lo que le llevará a incluirlo dentro del grupo de diálogos de carácter isocrático. Parecía entreverse que la alteración significativa en el cambio de estilo debía originarse en una obligada y relativamente larga etapa previa, situándose esta tras el segundo viaje de Platón a Siracusa, hacia el 360 a. C.

#### SigloXX
A mediados del siglo XX, G. L. Owen volverá a arremeter contra un posicionamiento tardío al mostrar la incoherencia doctrinal que resultaba de equipararlo al grupo de diálogos del que forma parte: Político, Sofista, Filebo y Leyes. Llegaría incluso a situarlo antes del Fedro, dada su rotundidad en la defensa de la doctrina de las Ideas, y consecuentemente lejos aún del Parménides.
H. M. Cherniss inclinará nuevamente la balanza en favor de un estilo tardío y perfectamente compatible con su doctrina filosófica, dado que la interpretación evolutiva se haría sucesivamente descartable tras sus propios trabajos y los de P. Shorey y H. J. Krämer.

#### Conclusión
Dada la ausencia de criterios decisivos, se aconseja incluir tanto el Timeo como el Critias dentro de los diálogos de vejez, al que posiblemente seguirían el Filebo y las Leyes.

### Cronología dramática
Situándonos en la Atenas de finales de la década de los años 20 del siglo V a. C., observamos que la apertura del diálogo por parte de Sócrates alude a la ausencia de un participante, detalle metafórico que nos viene a significar las limitaciones anteriormente expuestas, es decir, la última sabiduría trasciende el lenguaje discursivo y conlleva un punto final tras el cual no se puede ir más allá.

#### Participantes
- Sócrates: maestro de Platón. Se le estima en la obra una edad en torno a los 50 años. Ocupa una posición secundaria.
- Timeo: interlocutor principal. Proveniente de Lócride, es considerado un político muy ilustre, excelso, que tras haber ocupado los principales puestos públicos, culminará accediendo al conocimiento filosófico más elevado. Persona de edad avanzada, se le presupone dentro de la tradición pitagórica.
- Critias: destacado ciudadano de Atenas y político brillante, es considerado con cierta probabilidad bisabuelo de Platón así como perteneciente a la etapa de senectud al igual que su interlocutor precedente.
- Hermócrates: reputado filósofo y político extranjero, poco se sabe de su figura a partir de lo expresado por Sócrates, excepto su adecuada educación y avanzada edad.

#### Relación delTimeocon laRepública

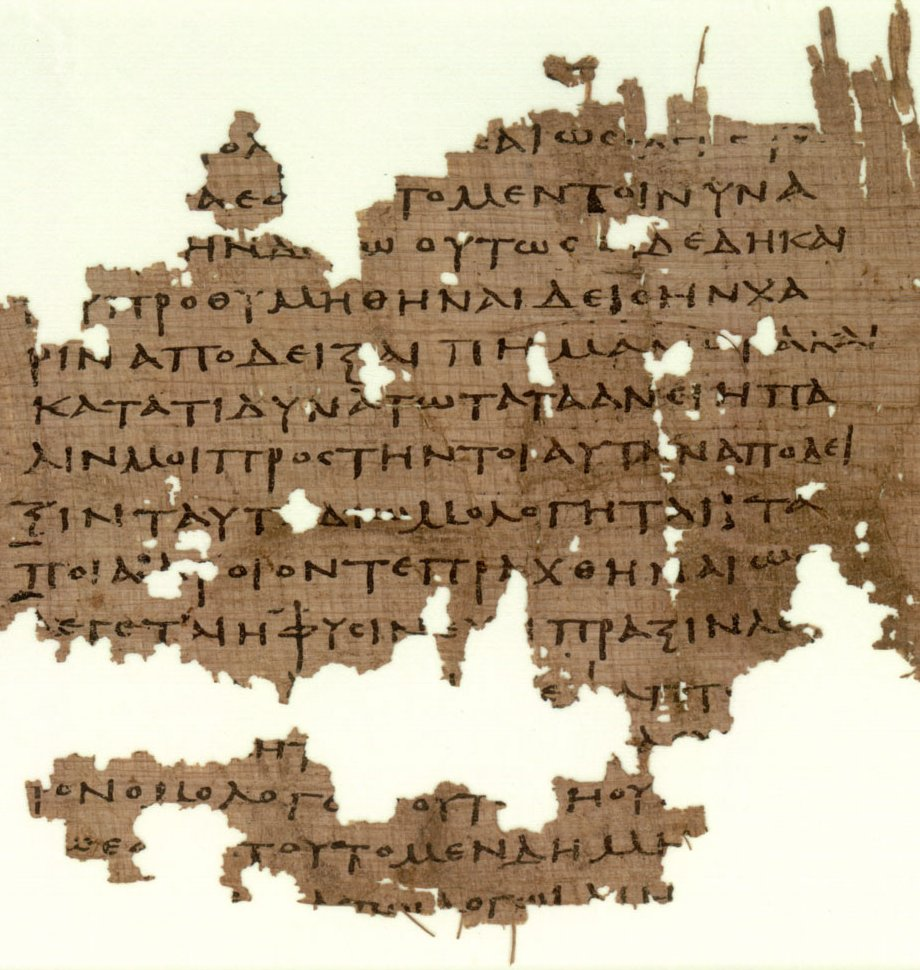
Partes de P.Oxy. LII 3679 conteniendo fragmentos de la República de Platón.

Una vez más, la controversia relativa al contenido que sigue a la ausencia inicial del cuarto participante nos remite al siglo XIX. Y es que Sócrates introduce en el diálogo el recordatorio de proseguir la conversación del día anterior versada en el estado ideal, lo que dio pie a identificarla con La República.
Triple será la tarea que se establecerá como encargo:
1. Descripción del origen del universo.
2. Exposición del estado ideal ateniense.
3. Rememoración de la confrontación bélica de Ática frente a la invasión del imperio atlántida.

Consecuente al detalle nó aclarado será el surgimiento de aquellos partidarios tendentes a una interrelación entre diálogos, resaltando A. E. Taylor y Th. H. Martin.
La evidencia prácticamente directa entre el contenido inicial del Timeo, como continuación y resumen de lo ya mencionado el día anterior, y La República, hipotéticamente identificado por tanto como diálogo precedente, se deja entrever en las siguientes alusiones, entre otras:
1. La diferenciación de los estamentos.
2. La doble naturaleza de los guardianes: valentía y prudencia.

Sin embargo, toda controversia introduce sus propios elementos discordantes, así como sus detractores correspondientes, de entre los que destacaría F. M. Cornford.
En este caso serían dignas de mención las siguientes carencias que sí se hallan presentes en el original:
1. Incoherencia temporal entre La República y el inicio del Timeo como argumento principal.
2. Ausencia del núcleo central en el resumen del tratado precedente, es decir, la formación de los guardianes.
3. Y sobre todo, omisión de los capítulos VI y VII, donde se trataban las siguientes cuestiones:
  1. Metafísica.
  2. Analogía entre alma y estado.
  3. Concepción tripartita del alma.
  4. Virtud individual y de estado.

Como réplica a las limitaciones expuestas sería reseñable un posicionamiento intermedio intercalado por Th. H. Martin, a modo de mediador entre opuestos, donde se presupone la existencia de un diálogo sucesor y predecesor a un mismo tiempo, aquel por el cual Sócrates transmite el contenido de La República a los que serán sus futuros interlocutores en el Timeo, hecho que acontecerá al día siguiente de la disertación junto a Adimanto y Glaucón. Será este, y nó La República, el diálogo que será recordado en el resumen inicial al cabo de dos días. Consecuentemente, se daría luz al complejo ensamblaje que parecía existir al tratar de relacionar la presunta incoherencia temporal con la posibilidad de una interrelación en la obra platónica. Su función de intermediario así lo posibilitaría.

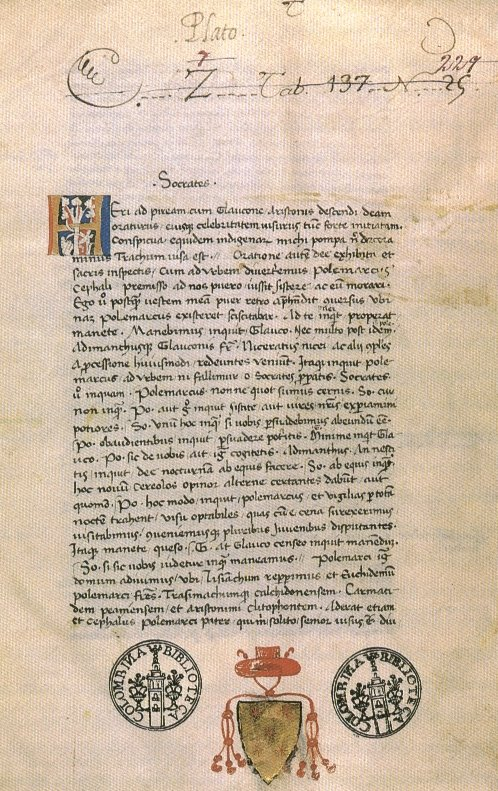
Manuscrito en latín de la República de Platón, 1401.

También, la educación filosófica como parámetro central en La República aparece mencionado por Sócrates al exponer las necesidades pedagógicas de los guardianes (18a9-10), con lo cual se establecería a su vez la presencia de los presuntamente inexistentes capítulos V a VII.
Por otra parte, suponer incluidas de un modo necesario las tesis acerca de la analogía y diferenciación del alma con respecto al estado, sería pretender determinar por Platón qué es lo fundamental en su diálogo, además de la confusión añadida entre estado y orden estatal. El hecho de que Sócrates reduzca lo expresado a la organización del estado, no excluye el tratamiento de una diversidad temática que sí se pudiera haber dado. Así, la justicia, y su relación con la felicidad, no agotan de un modo exhaustivo el contenido de La República, más bien todo lo contrario; esta se ve jalonada y complementada a partir de una cuantiosa problemática, cumpliendo así el inicio del Timeo la función de continuidad inacabada acerca de lo que quedaba pendiente. Y es que resulta incoherente pretender que alusiones tan precisas conlleven como fin diferenciar a relacionar.
Sócrates trazará un paralelismo entre La República y el conjunto Timeo-Critias (y quizás también el Hermócrates), fundamentándose para ello en el dualismo implícito entre forma ideal y mundo fenoménico, es decir, se estaría desarrollando una relación modelo-copia, abstracción-concreción entre el diálogo anterior y el presente (Timeo 19b-c).
Además, desde un punto de vista estructural se aprecia que mientras en La República se dedican los siete primeros libros al surgimiento y culminación del estado, siendo los tres restantes responsables de exponer su degeneración, en el Timeo se coincide en comenzar describiendo el inicio del mundo, encargándose Critias de retomar a la humanidad emergente y su concepción de estado, para finalizar en los orígenes de su decadencia. Y es en este punto donde se presupondría la intervención de Hermócrates, como colofón a la hipotética trilogía, siendo su función complementar el espacio vacío correspondiente a los libros VIII a IX de La República.
Otro paralelismo recae en que mientras La República dedica su sección central a la idea de Bien, el Timeo «refleja» el espacio como principio opuesto en la constitución del mundo.
Para finalizar, la interrelación entre el Timeo y el Critias tampoco se resiste a un intento comparativo con la República.
En esta última hallamos una analogía entre la estructura del Todo y la alegoría de la caverna: el filósofo ha de ascender desde el mundo fenoménico al de las ideas y el bien, retornando finalmente a la realidad física.
La organización del tratado resulta semejante:
1. Introducción sobre la justicia (libro I).
2. Constitución del estado de los guardianes (libros II-IV).
3. Descripción del estado de los filósofos (libros V-VII).
4. Caída de los filósofos en la injusticia (libros VIII-IX).
5. Epílogo sobre la justificación de la expulsión de los poetas del estado y mito final como premio a la justicia.

La similitud estructural en los diálogos iniciados por el Timeo sería la siguiente:
1. Timeo: descripción del ascenso del estado caótico y desordenado a un cosmos como imagen del mundo ideal.
2. Critias: descripción del estado ideal.
3. Hermócrates: nuevamente, la ausencia alusiva a la descripción de la decadencia, en correspondencia al tercer momento de la caverna, hallaría de un modo hipotético su corroboración en la necesaria presencia del discurso de Hermócrates.

## Significación de la física platónica
«El Timeo es la exposición escrita más acabada de la doctrina física de Platón».
El ambiente cubierto por la presencia arquetípica de cuatro ancianos sabios así lo atestigua al no reiterarse su participación en ningún otro diálogo.
Conceptualmente, la física nos remite a la opinión, juicio o relato del mundo fenoménico, en contraposición al mundo de las ideas, eludiéndose por inaplicable aún nuestra moderna y contemporánea noción de ciencia. Pero no son los extensos balbuceos e intentos de aproximación temprana al lejano método científico lo que Platón nos quiere dar a entender a través del Timeo, sino «la necesaria complementación entre física y metafísica», mundo fenoménico y mundo de las ideas. Es decir, los principios físicos, aquellos que regulan el devenir de lo sensible, solo alcanzan su máximo entendimiento en aquel que a su vez conoce los principios de la metafísica, regidores universales de lo inteligible, y que a diferencia de la física se caracterizan y definen como doctrina no escrita.
Consecuencia y deducción de todo ello es la actuación de idénticos principios en este mundo y en toda realidad del ser:
1. La Unidad: principio de forma y límite.
2. La Dualidad indeterminada: principio de multiplicidad e indeterminación.

Toda realidad fenoménica procede por derivación de ambos principios. El modo en que hallan expresión consiste en la introducción del carácter limitante de las ideas sobre lo indeterminado del Receptáculo.
Una primaria influencia de los principios se deja entrever en la multiplicidad de las ideas, pero su plenitud reside en la imposibilidad de la verosimilitud y estabilidad de todo relato referente a lo acontecido en este mundo al que denominamos real. Toda dialéctica es por tanto ilusoria, dejándonos atrapar en un callejón sin salida donde la única respuesta a la complejidad del laberinto será admitir la presencia del Mito como expresión del Logos.

## Recepción del Timeo
La recepción del Timeo fue considerable tanto en la antigüedad como en la Edad Media.

### Antigüedad

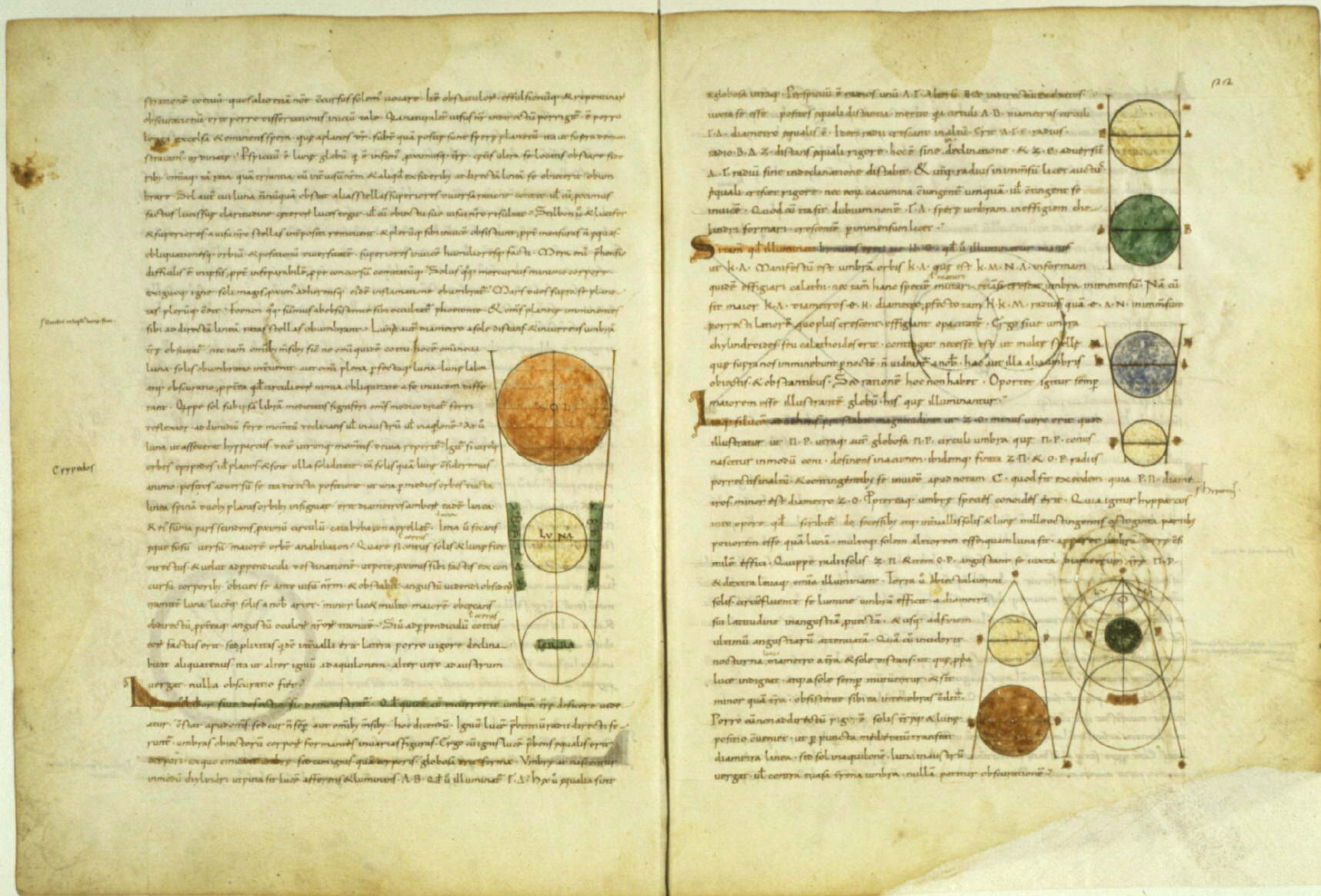
Manuscrito medieval de la traducción latina del Timeo de Platón a partir de Calcidio.

- Jenócrates y su discípulo Crantor figuran como receptores primarios en la antigua academia.
- Aristóteles verá influida su propia doctrina por la física y ontología del Timeo. Su posicionamiento destacó por su ambivalencia: citaba frecuentemente el diálogo pero mostraba su consabido alejamiento del que fuera su maestro.
- Teofrasto menciona las cualidades sensibles de los objetos en su obra Del sentido.
- El Estoicismo y el Epicureísmo beberían de la misma fuente.
- El Platonismo medio verá apoyado su renacimiento a través del Timeo:

1. Cicerón, a partir de una traducción incompleta.
2. Numenio de Apamea, y sus fragmentos conservados.
3. Plutarco desde su obra De la generación del alma en el Timeo.
4. Así como Calcidio a partir de un comentario enmarcado a principios del siglo IV.

Todos ellos así lo atestiguan.
- El Neoplatonismo lo consideró fuente primordial de entre todos los diálogos:

1. Plotino lo expondría principalmente en sus Enéadas II 1, y IV 1-5.
2. Y Proclo de igual modo ya en el siglo V.

### Edad Media
La influencia del Timeo pasaría a conformarse como ingrediente inscrito en el Neoplatonismo, fuente primaria a la que acudirá el Cristianismo.
- Calcidio será nuevamente digno de mención por su traducción de los dos tercios finales de la obra platónica.
- Boecio por su Consolación de la filosofía.
- Y Macrobio por su Comentario al Sueño de Escipión de Cicerón, obra que conseguiría identificar en occidente la doctrina platónica con el Timeo, hecho circunscrito a la Alta Edad Media y principios del Renacimiento.

## Tradición manuscrita
A pesar de la multiplicidad textual de la antigüedad, el texto del Timeo del que procedería toda fundamentación sería el Parisinus graecus 1807 [A], manuscrito copiado entre el siglo IX y X de nuestra era. Este incluiría correcciones generadas sobre todo a partir del Vindobonensis 21 [Y], códice vienés escrito en el siglo XIV, de fuente muy antigua, inscrita en una tradición diferente a A y previa al siglo V.
Existe otra copia vienesa independiente, inclusive anterior a Y, pero de inferior fiabilidad: el Vindobonensis 54 [W].
Finalmente, es mencionable de igual modo el Parisinus Graecus 1812, probable fuente de las ediciones originales, sobre todo la de Henri Estienne.

### Tradición indirecta
- Traducciones: Cicerón, Calcidio.
- Comentarios: Proclo.
- Citas: Plutarco, Numenio, Galeno, Eusebio, Jámblico y Estobeo.

## Estructura y contenido
La obra presenta un comienzo dialógico, cuya finalidad es introducir al lector dramática y temáticamente (17a - 27b), tras el cual sigue un largo discurso de Timeo (27c - 92c), que constituye el núcleo de la obra.
Aun cuando hay que tener en cuenta la opinión de Guthrie, que indica que el orden del relato de Timeo es más bien fortuito -se apoya en lo que Timeo dice en 34c: «nosotros ... en cierto modo hablamos al azar»-, todavía es útil el análisis de Cornford, que sigue también Lisi. Este análisis toma ciertas indicaciones del discurso mismo para señalar las divisiones: en 47e, Timeo indica que lo que acaba de exponer trata de «las obras de la inteligencia» (τὰ διὰ νοῦ δεδημιουγημένα), a lo que hay que añadirle un discurso sobre «las cosas engendradas por la necesidad» (τὰ δι᾽ ἀνάγκης γιγνόμενα).
1. Las obras de la Inteligencia (29e - 47e)
Donde se muestra el cosmos visible como producto de un diseño inteligible, por parte de un demiurgo que tiene como modelo de sus obras a las Formas. Configura tanto el alma del mundo como el alma humana y la creación de los dioses visibles en el cielo: las estrellas, los planetas y la Tierra.
2. Lo que aporta la Necesidad (47e - 69a)
Aquí el discurso se enfoca en lo corpóreo y la causación ciega, elementos caóticos. Aparece como nuevo factor el espacio.
3. La obra conjunta de la Inteligencia y la Necesidad (69c - 92c)
En esta parte Timeo se ocupa de todo aquello que ha sido obra de la subordinación de la Necesidad a los designios de la Inteligencia: la conformación del cuerpo humano y sus órganos, las partes mortales del alma, sus funciones y sus enfermedades.

La finalidad estructural estaría obedeciendo realmente a un objetivo mayor en el que se incluye y al que se supedita: pertenecer a un proyecto político. Y es que tras la cosmología y cosmogonía platónicas encontramos un medio necesario pero secundario que permita exponer una fundamentación natural a la ética y la política, resultando a su vez una fundamentación ontológica de la física.
En definitiva, se presta al análisis la correspondencia existente entre el Macrocosmos, o mundo fenoménico en el que nos hallamos, el cual es a su vez equiparado analógicamente con el mundo de las ideas, y el Microcosmos, o el ser humano como representación a escala de la Totalidad.
Dicha analogía sería desplegada sucesivamente a lo largo de tres diálogos fundamentales:
1. La República: a través del vínculo del ser humano con la polis.
2. El Timeo: por medio de la relación del hombre con el mundo.
3. Y el Critias: cuya finalidad última debería haber sido mostrar la interrelación entre los tres niveles.

### A) Diálogo introductorio (17a-27b)

#### I. Resumen socrático sobre el estado ideal planteado el día anterior (17b-19a)
Tras la mencionada alusión por parte de Sócrates a la ausencia del cuarto huésped, «Uno, dos, tres..., pero, por cierto, querido Timeo, ¿dónde está el cuarto de los que ayer fueron huéspedes míos y ahora son dueños de la casa?», solicitará Timeo la repetición resumida del argumento expuesto el día anterior: ¿cual sería la mejor organización política y qué hombres la compondrían?
Se iniciará el recordatorio a partir de la separación entre campesinos y artesanos por una parte, y guardianes por otra, «asignándose a cada uno una ocupación única para la que estaban naturalmente dotados».
Que los guardianes debían ser de carácter violento y tranquilo, dependiendo de las circunstancias, educados en gimnasia y música, desprendidos en posesiones, participando en la comunión del compartir y privilegiando el ejercicio de la excelencia.
También, habría que seleccionar aquellas mujeres de idénticas cualidades innatas, asignándose en ellas las mismas funciones políticas, tras un ineludible y equitativo proceso educativo.
Que todos mantuvieran en común sus relaciones de pareja y consecuente descendencia, reconociéndose entre ellos como pertenecientes a idéntica familia.
Que se dispusiese desde el nacimiento lo mejor de sus naturalezas, eludiéndose toda enemistad a través de la manipulación secreta de la unión entre hombres y mujeres. Lo bueno y lo malo debían subordinarse a la máxima de que lo semejante llama a lo semejante, recayendo en el azar la creencia en la causa de su unión.
De este modo, debía discriminarse el crecimiento y educación de los hijos de los buenos y de los malos, de tal modo que residiesen en diferentes ciudades aptos e ineptos.

#### II. Solicitud socrática a ejemplificar lo expuesto (19b-20c)
Sócrates expresa su malestar ante la incapacidad de desplegar una exposición que describa el funcionamiento concreto de la república anteriormente delineada.
Paso previo a la intervención de Critias como responsable de la satisfacción socrática, prosigue este último aludiendo como candidatos a poetas y sofistas, descartándose sus respectivas disponibilidades al encarnar los primeros el extremo de imitar fácilmente aquello en lo que han sido educados, pero nó en lo ajeno, mientras que los segundos, por el contrario, aun versados en discursos diversos, flaqueaban en imprecisión y vaguedad de lo relatado.
Como punto medio entre los dos extremos, da solución Sócrates al interrogante planteado dirigiéndose a la audiencia que le acompaña en su disertación, pues ¿quién sino participaría de la naturaleza y educación necesarias que permitiera eludir las carencias anteriormente expuestas?
En verdad, Sócrates ya había anticipado en quién recaería la responsabilidad de proseguir su discurso acerca de la república, dado que tanto Timeo, Critias, como Hermócrates, fueron precisamente quienes lo solicitaron, previéndose su protagonismo en saldar la deuda de hospitalidad al verificarse una suficiencia y capacidad que permitían concretar con creces lo disertado.

#### III. Exposición del relato de la Atlántida por parte de Critias (20d-26c)
Como respuesta a Sócrates es acordado unánimemente que recaiga en Critias la función de portavoz, al ser este el que el día anterior relatara a sus tres compañeros, Timeo, Hermócrates, y el cuarto ausente, «una antigua saga», «un relato muy extraño, pero absolutamente verdadero».
Su origen se remontaría a Solón, de entre los Siete Sabios el mejor, encargándose el abuelo de Critias de recopilar su transmisión directa y posterior comunicación. De homónimo nombre, relataría lo acontecido a su propio nieto ya en época de senectud, siendo aproximadamente noventa y diez años sus edades respectivas.
Cuenta Critias que desarrollándose los Apaturia, o fiesta de los clanes jónicos cuya duración era de tres días, y ya en el ocaso de dicha celebración, es decir, en la Kureotis o tercer día, un miembro perteneciente a dicha colectividad, llamado Aminandro, le expresó abiertamente su crítica hacia la capacidad poética de Solón. Ante dicha alusión Critias respondería:

¡Ay Aminandro!, ¡ojalá la poesía no hubiera sido para él una actividad secundaria! Si se hubiera esforzado como los otros y hubiera terminado el argumento que trajo de Egipto, y, si, al llegar aquí, las contiendas civiles y otros males no lo hubieran obligado a descuidar todo lo que descubrió allí, ni Hesíodo ni Homero, en mi opinión, ni ningún otro poeta jamás habría llegado a tener una fama mayor que la suya.
Critias a Aminandro.

Ante la pregunta de cual era esa historia, el anciano añadió:

La historia de la hazaña más importante y, con justicia, la más renombrada de todas las realizadas por nuestra ciudad, pero que nó llegó hasta nosotros por el tiempo transcurrido y por la desaparición de los que la llevaron a cabo.
Critias a Aminandro.

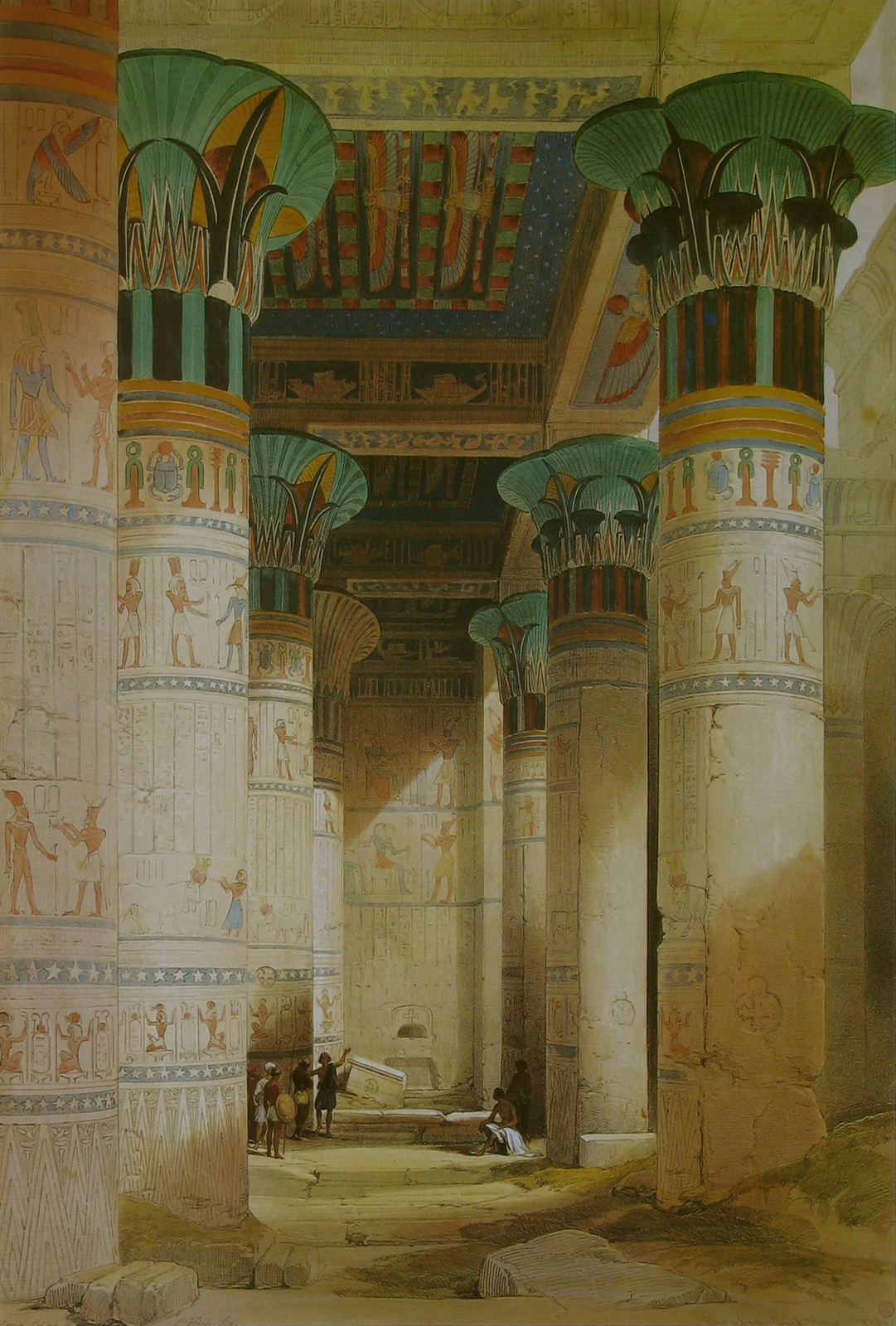
Templo de Isis en la Isla de Philae, Egipto. Litografía de David Roberts (1796-1864).

Sais, capital del nomo V del Bajo Egipto, situada al oeste del delta del Nilo. Su divinidad tutelar era la diosa guerrera Neit.

Narrando a continuación que hallándose Solón en Egipto, en la ciudad de Sais, la más importante de la región Saítica, allí donde el Nilo se bifurca al sur del delta, le sería confiado por parte de sus ciudadanos el parentesco y aprecio que desde la antigüedad compartirían con Atenas, siendo su patrona Neit, o Atenea, en griego.
A la hora de entablar conversación con los sacerdotes que allí encontrara, y con la finalidad de ampliar información acerca de los hechos asociados al pasado de la ciudad griega, Solón comenzaría aludiendo aquello que aparentemente consideraba su saber más primigenio: la historia del primer hombre, Foroneo, de Níobe, así como la supervivencia de Deucalión y Pirra tras el diluvio, calculándose el tiempo transcurrido desde entonces a partir de la elaboración genealógica de sus descendientes.
Al instante, Solón fue interrumpido por uno de los sacerdotes de mayor edad, puesto que en su opinión el carácter inexistente de los conocimientos que se iban desarrollando así lo exigía. Apoyándose en la comprensión y evadiendo así todo juicio de valor, justificaría su proceder explicando que la ausencia de una antigua sabiduría procedente de una larga tradición debía entenderse motivada por la sucesiva aniquilación masiva de seres humanos que acontecería a lo largo de tan amplio lapso de tiempo. Las de mayor envergadura se debían a fuego y agua, siendo en unas ocasiones los habitantes de las montañas y lugares elevados los más afectados a causa de la desviación de la órbita de los cuerpos celestes. En otras, por el contrario, serían aquellos residentes próximos a mares y ríos los que verían mermada su población a causa de las inundaciones generadas por los dioses a fin de purificar la tierra.
Continúa su disertación el anciano sacerdote dejando constancia de su presencia como estamento desde la más remota antigüedad, registrando y preservando en sus templos todo aquello que aconteciera a la humanidad en cualquier tiempo y lugar.
Al contrario de lo que reiteradamente sucedía en Grecia y otros pueblos, los cuales, tras agotar el tiempo necesario en descubrir la escritura y aquellos otros instrumentos derivados del desarrollo de su propia cultura, veían inmediatamente sepultadas sus esperanzas de progreso y sabiduría al recibir en desgracia la periódica visita de un torrente celestial. Como resultado de ello, y del mismo modo a cómo el alma olvida al nacer todo aquello que ya sabía, dedicando la vida a recordar aprendiendo desde la sede de un cuerpo, así, las ciudades y pueblos destruidos vuelven a renacer en el curso de la historia, una vez más, desde el principio, como niños, sin saber nada.

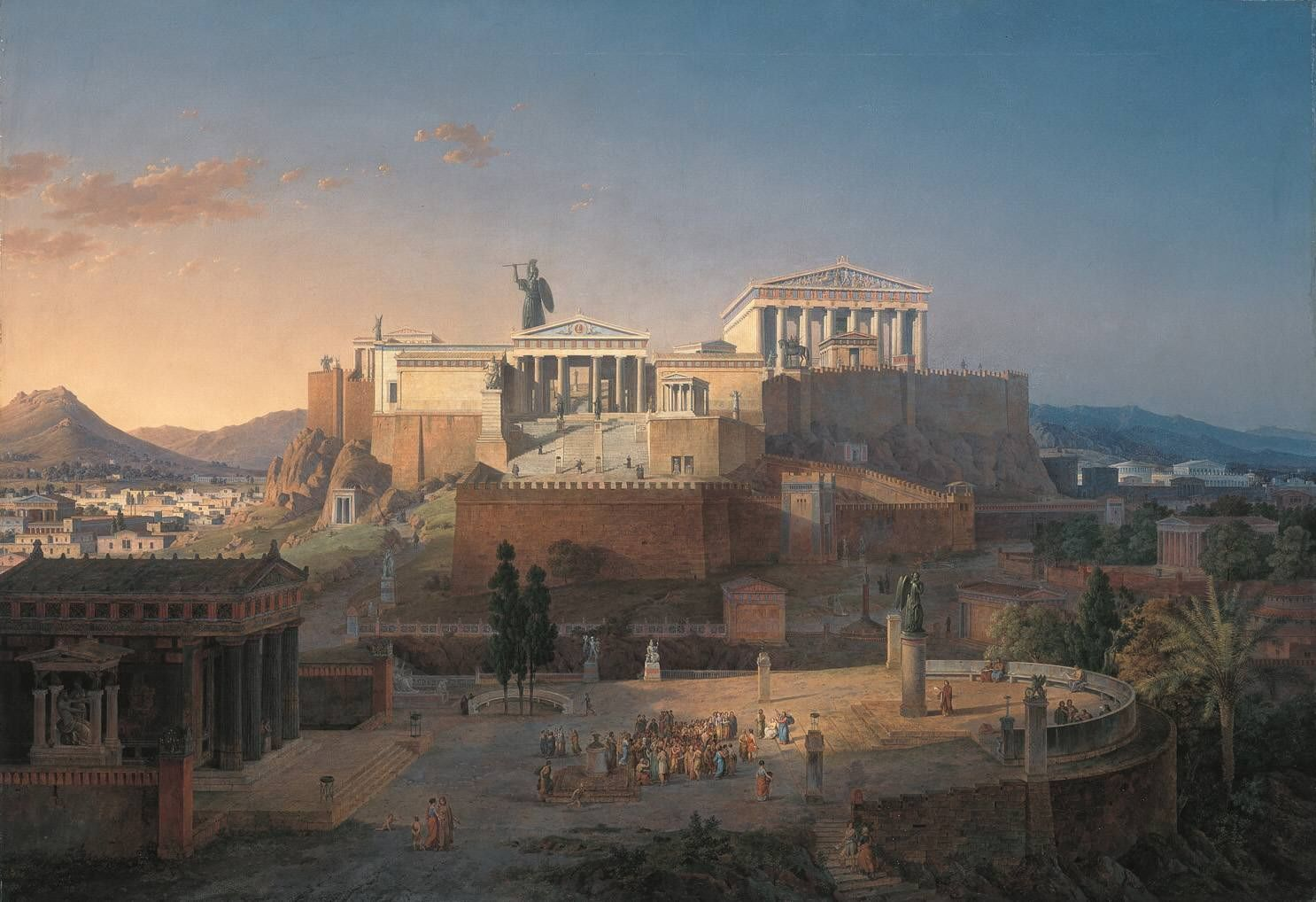
Representación aproximada de la ancestral acrópolis griega, por Leo von Klenze.

De este modo, y ejemplificando lo expuesto, hará ver a Solón que las referencias iniciales a una presunta genealogía griega y a un diluvio universal, no son más que hechos mínimos conformando una parte que intenta representar a un todo. Y es que previamente al diluvio se sucedieron muchos más, y fue precisamente Atenas sede de una antigua civilización, origen ancestral de la actual, y considerada poseedora de la mayor belleza, organización política, y capacidad defensiva de todas cuantas se hayan tenido noticia bajo el cielo.
Tan sorprendido quedó Solón que pidió a los sacerdotes una mayor cuantía y exactitud en lo que sabían, prestándose a ello, sin reticencia, en su nombre y en el de Atenas y Atenea.
El sacerdote pasaría a continuación a delimitar el orden imperante egipcio en ocho mil años, siendo mil más, nueve mil, el correspondiente a la Ática primigenia.
Para ejemplificar la ley griega, el sacerdote aconsejará la observancia de las propias leyes egipcias, dado que estas últimas derivarían de las primeras.
De este modo, pudo vislumbrar en primera instancia la separación existente entre diferentes estamentos: sacerdotes, artesanos, pastores, cazadores, agricultores, guerreros, ciñéndose sin mezclarse cada oficio a la ocupación que la ley ordena.
Era reseñable en particular, la manera en que se armaba la casta de los guerreros, pues sería Atenea la responsable de su enseñanza entre los griegos. Solo posteriormente recaería en Egipto el ser el primero en utilizar en Asia este uso de escudo y espada.
Contempló también Solón la dedicación egipcia a la sabiduría, habiéndose descubierto todo acerca del universo y trasladado posteriormente de lo divino a lo humano.

##### La Atlántida
Decidiría entonces la diosa elegir como lugar de origen de la Grecia primigenia aquella región que albergara una buena mezcla de estaciones, pues resultaba favorable al predominio de la prudencia como virtud entre sus descendientes. Tras ello fundaría su ciudad más representativa e iniciaría su labor dando preferencia al emplazamiento que mejor se adecuase al surgimiento de sus dos rasgos más característicos: la guerra y la sabiduría, pues eran hijos de diosa y así los pobló.
Y es en este momento cuando el anciano sacerdote procedería a relatar a Solón de entre todas aquella hazaña cuyo desempeño quedaría registrado como el más importante llevado a cabo por la ciudad griega:

«Admiramos muchas y grandes hazañas de vuestra ciudad registradas aquí, pero una de entre todas se destaca por importancia y excelencia. En efecto, nuestros escritos refieren cómo vuestra ciudad detuvo en una ocasión la marcha insolente de un gran imperio, que avanzaba del exterior, desde el Océano Atlántico, sobre toda Europa y Asia. En aquella época, se podía atravesar aquel océano dado que había una isla delante de la desembocadura que vosotros, así decís, llamáis columnas de Heracles. Esta isla era mayor que Libia y Asia juntas y de ella los de entonces podían pasar a las otras islas y de las islas a toda la tierra firme que se encontraba frente a ellas y rodeaba el océano auténtico, puesto que lo que quedaba dentro de la desembocadura que mencionamos parecía una bahía con un ingreso estrecho. En realidad, era mar y la región que lo rodeaba totalmente podría ser llamada con absoluta corrección tierra firme».

«En dicha isla, Atlántida, había surgido una confederación de reyes grande y maravillosa que gobernaba sobre ella y muchas otras islas, así como partes de la tierra firme. En este continente, dominaban también los pueblos de Libia, hasta Egipto, y Europa hasta Tirrenia. Toda esta potencia unida intentó una vez esclavizar en un ataque a toda vuestra región, la nuestra y el interior de la desembocadura. Entonces, Solón, el poderío de vuestra ciudad se hizo famoso entre todos los hombres por su excelencia y fuerza, pues superó a todos en valentía y en artes guerreras, condujo en un momento de la lucha a los griegos, luego se vio obligada a combatir sola, cuando los otros se separaron, corrió los peligros más extremos y dominó a los que nos atacaban. Alcanzó así una gran victoria e impidió que los que todavía no habían sido esclavizados lo fueran y al resto, cuantos habitábamos más acá de los confines heráclidas, nos liberó generosamente. Posteriormente, tras un violento terremoto y un diluvio extraordinario, en un día y una noche terribles, la clase guerrera vuestra se hundió toda a la vez bajo la tierra, y la isla de Atlántida desapareció de la misma manera, hundiéndose en el mar. Por ello, aún ahora el océano es allí intransitable e inescrutable, porque lo impide la arcilla que produjo la isla asentada en ese lugar y que se encuentra a muy poca profundidad».
Mención del imperio Atlántida por parte del anciano sacerdote egipcio a Solón.

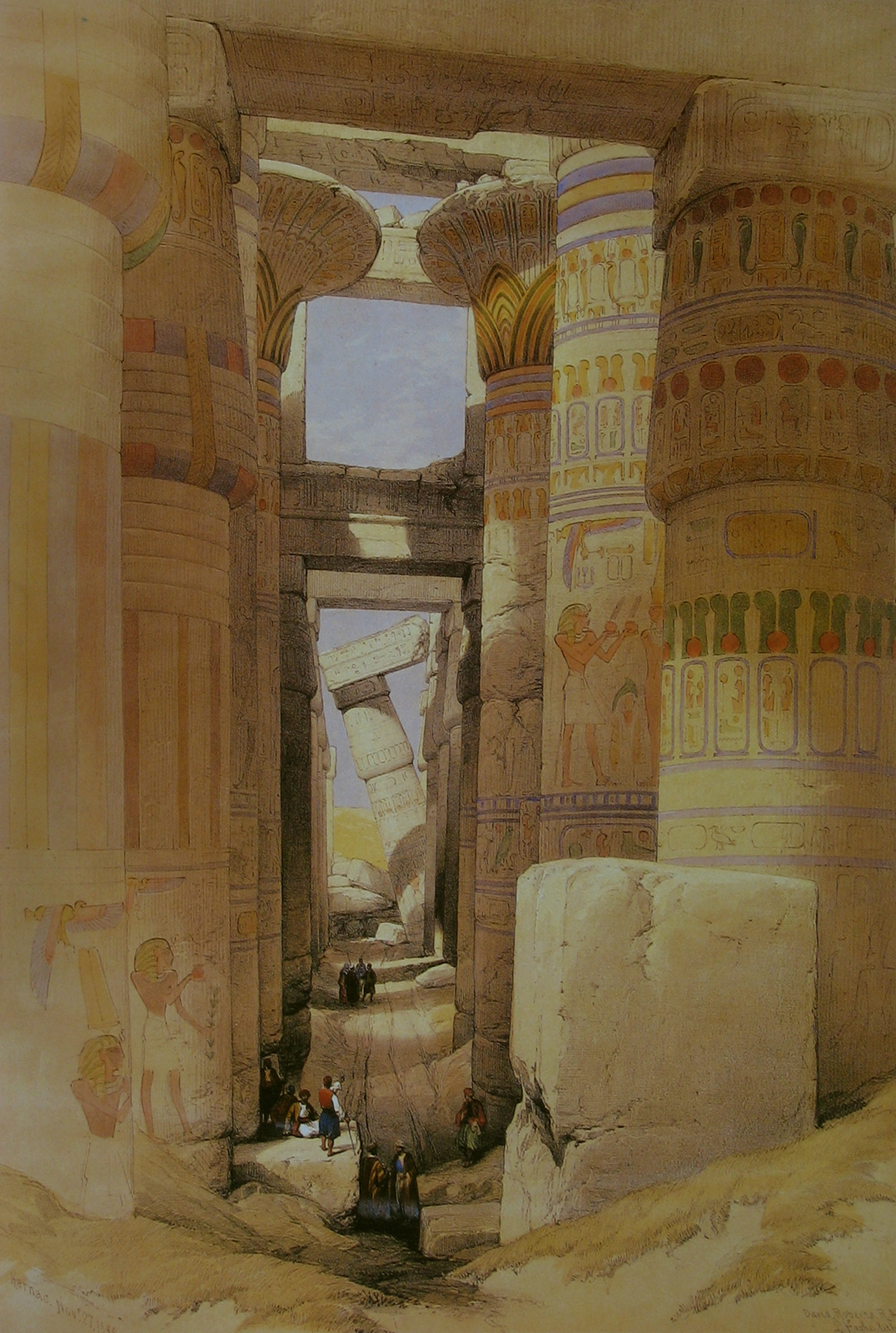
Avenida de columnas del templo de Karnak, litografía de David Roberts (1796-1864). Alcance del imperio Atlántida en su extremo oriental: parte occidental de África hasta Egipto, y Europa hasta Italia occidental.

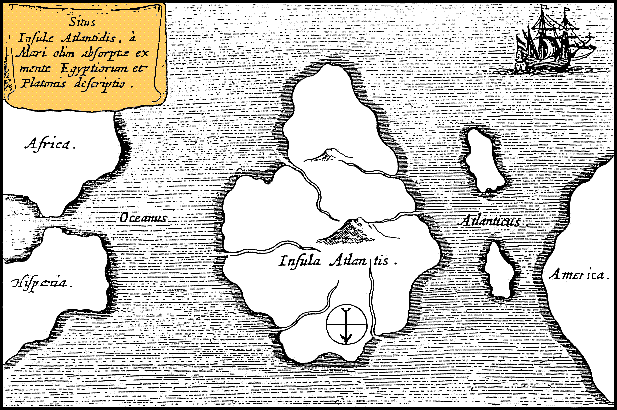
Mapa de la Atlántida, Athanasius Kircher (c. 1669).

Fue así como la Atenas primordial rechazó la invasión de los atlántidas y liberó Europa, África y Asia.
Tras finalizar el relato procedente del anciano Critias, tal y como fue transmitido por Solón, resaltará su nieto a Sócrates la enorme concordancia hallada entre éste y lo disertado el día anterior sobre la república y sus hombres. Tal similitud compartida fue motivo suficiente para que el recuerdo trajera gradualmente al presente lo que el alma dejó grabado, pues cuando coexisten interés y placer lúdicos, y estos se vivencian desde la niñez, lo aprendido queda fijado de manera admirable.
Aun así se hizo necesaria su progresiva rememoración, desde que bien finalizara el coloquio la víspera, al referir a sus compañeros lo que en ese momento le venía a la memoria, hasta llegar a casa y recordarlo todo tras consumir en ello la noche entera. Desde la mañana temprano, y a fin de que pudieran participar en la conversación, procedería a relatar la narración completa a Timeo y Hermócrates.

#### IV. Distribución de las tareas para la futura conversación (26d-27c)
Propondrá Critias en consecuencia la traslación completa de los ciudadanos y la ciudad pertenecientes a la hipotética república socrática, a sus correspondientes antepasados reales narrados por el sacerdote egipcio, buscando con ello armonizar y no desentonar.
Luego se procedería a la distribución de tareas, tomando cada uno una parte a su cargo, e intentando corresponder a Sócrates con la adecuación a lo ordenado.
Se planteará la duda de si aun así la historia procedente de Solón fuera la más apropiada, a lo que Sócrates responderá desde la imposibilidad de descubrir alternativa mejor, pues «El que no sea una fábula ficticia, sino una historia verdadera es algo muy importante, creo».
Finalmente, Critias presentará a Sócrates cuál será la distribución de la futura conversación, a fin de tratar de corresponder a modo de obsequio por lo relatado el día anterior:
1. Timeo hablará en primer lugar, desde la creación del mundo hasta la naturaleza humana.
2. Mientras, Critias expondrá a continuación la descripción de la Atenas primordial, incluyendo la traslación aludida desde la hipotética república anteriormente planteada por Sócrates.

### B) Exposición de Timeo (27d-92c)

#### Las obras de la Inteligencia (27d-47e2)

##### Introducción (27d-30c)

###### Distinciones preliminares en el objeto y su captación (27d-29d6)
Timeo comienza con una distinción fundamental entre «lo que es siempre» (τὸ ὄν ἀεί - tò ón aéi) y «lo que siempre deviene» (τὸ γιγνόμενον ἀεί - tò gignómenon aéi), asignándole a cada uno propiedades diferentes:
- «Lo que siempre es»
  - está sustraído del devenir (γένεσις -génesis)
  - puede ser comprendido mediante la inteligencia (νόησις -nóesis) acompañada de razonamiento (λόγος - lógos);
- «Lo que siempre deviene»
  - jamás es (οὐδέποτε ὄν - oudépote ón)
  - se capta por la opinión (δόξα - dóxa) unida a la percepción (αἴστησις - áisthēsis).
  - tiene una causa (αἰτία - aitía)

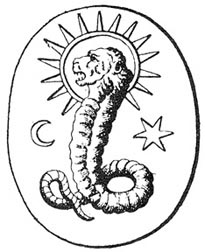
Representación simbólica, de la antigüedad tardía, del Demiurgo: una deidad con cabeza de león encontrada en una gema gnóstica.

Esta última característica consignada introduce obligadamente un tercer elemento, un artífice. Éste puede operar de dos maneras: o teniendo como modelo (παράδειγμα) lo inmutable, y en este caso su obra será bella (καλός); o toma como modelo lo que deviene, y así su obra no será bella.
Hechas estas distinciones, pasa a indagar cual de estas se aplican al Universo (ὁ πάς οὐρανός - ho pás ouranós, literalmente «todo el cielo») o Cosmos (κόσμος). Puesto que es visible y tangible, concluye que pertenece a lo generado, puesto que tiene cuerpo (σῶμα - sôma). Esto implica que tiene una causa: un hacedor de difícil captación, que para constituirlo tomó como modelo lo inmutable, puesto que es impensable que obrara de otra manera, porque es «la mejor de las causas» (ἄριστος τῶν αἰτίων - áristos tôn aitíōn, 29a6) y el Cosmos, la más bella de las cosas generadas (κάλλιστος τῶν γεγονότων - kálistos tôn gegonótōn 29a5).
Timeo postula una relación entre el objeto y la convicción del discurso: el ser (οὐσία) es a la generación (γένεσις), lo que la verdad (ἀλήθεια) es a la creencia (πίστις). El relato sobre lo que deviene, sobre el Cosmos, no es exacto sino probable (εἰκός), y a ello debe conformarse quien lo pronuncia y quien lo recibe, que en todo caso es de naturaleza humana. Sócrates acepta de buen grado este discurso inicial sobre la precisión y verosimilitud del discurso.

###### La causa del Cosmos (29d7-30c)
El artífice no solo es bueno (ἀγαθός - 29e1), sino el mejor (ἄριστος 30a7) e intentó que todo fuera semejante a él mismo. Solo le es permitido hacer lo más bello (κάλλιστος - ibid.) Condujo el movimiento caótico del todo de lo visible hacia el orden, puesto que lo consideró lo óptimo.
El demiurgo consideró que no puede haber algo bello sin inteligencia (νοῦς), y no puede haber algo inteligente sin alma (ψυχή). Por ello puso la inteligencia en el alma, y el alma en el cuerpo (σῶμα). El Cosmos resulta ser entonces un ser viviente provisto de alma e inteligencia por la providencia (πρόνοια - 30b9) de dios.

##### Configuración del mundo (30c-38c)

###### El modelo del mundo y su unicidad (30c-31b3)
El Cosmos es un ser viviente, y como tal, el demiurgo intentó hacerlo lo más semejante posible a un modelo eterno: el viviente perfecto (παντελής ζῷον - 31b1) que contiene en sí todos los vivientes inteligibles (νοητὰ ζῷα - 31a5). Esta forma es única: si pensamos que son dos o más, es forzoso pensar en otra forma que las abarque y esta sería la forma única de lo viviente. Por semejanza, en el universo debe ser necesariamente uno.

###### El cuerpo del mundo (31b4-34a9)
Timeo introduce en la conformación del cosmos la doctrina empedocleica de los cuatro elementos:
La constitución de la unicidad del universo quedó establecida a partir de cuatro elementos:
Dado que el cuerpo del mundo es visible y tangible, debe estar constituido por fuego y tierra.
La introducción de un tercer elemento viene dada por la necesidad de un término medio que los una perfectamente como en una proporción (ἀναλογία - 31c3). El cuarto elemento es necesario porque esta unión se debe dar en un sólido, que requiere dos términos medios. Estos son, en el Cosmos, el agua y el aire.
Los cuatro elementos fueron puestos en relación proporcional mutua, por lo que el cuerpo del universo quedó atado y compuesto. La concordancia de estos elementos, nacida de la proporción hizo posible su amistad (φιλία - 32c2). Solo el artífice del Cosmos puede disolver estos lazos. El cuerpo del Cosmos es completo y único, no puede enfermarse, porque al estar compuesto de todos los elementos existentes, no hay un factor externo que pueda descomponerlo.
El cuerpo del Cosmos tiene como figura adecuada a la más perfecta, aquella que incluye todas las otras figuras: lo esférico o circular. Una razón complementaria de que le haya dado esta forma el demiurgo, es que no hay nada externo de que dependa, por lo que no necesita órganos como los ojos ni los oídos (no hay nada externo para que vea u oiga), la nariz (no hay aire alrededor para que respire). No necesita manos para aceptar nada de fuera. Se alimenta a sí mismo de su propia descomposición.
El movimiento de este cuerpo es también el óptimo:  giratorio, alrededor de un mismo punto. La causa de la elección de dicho movimiento es que resultaba «el más cercano al intelecto y a la inteligencia de los siete». Lo sustrae de los restantes seis movimientos rectilíneos: arriba y abajo, hacia adelante y hacia atrás, a la derecha y a la izquierda, relacionados con lo irracional. Ello conlleva a que también sean para este cuerpo innecesarios piernas y pies.

###### El alma del mundo (34a10-36b)
Creó así un mundo, circular que gira en círculo, único, solo y aislado, que por su virtud puede convivir consigo mismo y no necesita de ningún otro, que se conoce y ama suficientemente a sí mismo. Por todo esto, lo engendró como un dios feliz. (34b)

El relato continúa diciendo que el alma del mundo ha sido colocada en el centro, y extendida por todo el cuerpo. Timeo señala que, a pesar de que ha expuesto primero la conformación del cuerpo del mundo, el alma (ψυχή) es más antigua y superior en dignidad, siendo esta la que gobierna al cuerpo.
Para configurar el alma del mundo, el Demiurgo preparó tres elementos:
1. una mezcla del Ser (οὐσία) de lo indivisible, eterno e inmutable y del Ser de lo que deviene en los cuerpos.
2. una mezcla de la Igualdad o Mismidad (ἡ ταὐτοῦ φύσις, lit. «la naturaleza de lo mismo») de lo indivisible y de la Igualdad o Mismidad de lo divisible en los cuerpos.
3. una mezcla de la Diferencia (ἡ τοῦ ἑτέρου φύσις) en lo indivisible y la Diferencia en lo divisible en los cuerpos.

Luego mezcló los tres entre sí, mediante violencia, para generar una forma, una suerte de amalgama que luego será dividida en intervalos armónicos: el punto de partida es la unidad, el resto de las porciones tienen las siguientes medidas: 2, 3, 4, 8, 9 y 27: es una mezcla de secuencias numéricas de potencias de 2 (2, 4, 8) y potencias de 3 (3, 9, 27). Entre cada término de las series le inserta su media armónica y su media aritmética. La serie final, omitiendo los números repetidos en las series, es la siguiente:
{\displaystyle 1,{\frac {4}{3}},{\frac {3}{9}},2,{\frac {8}{3}},3,4,{\frac {9}{2}},{\frac {16}{3}},6,8,9,{\frac {27}{2}},18,27}
Secuencia que se corresponde con una escala tonal.

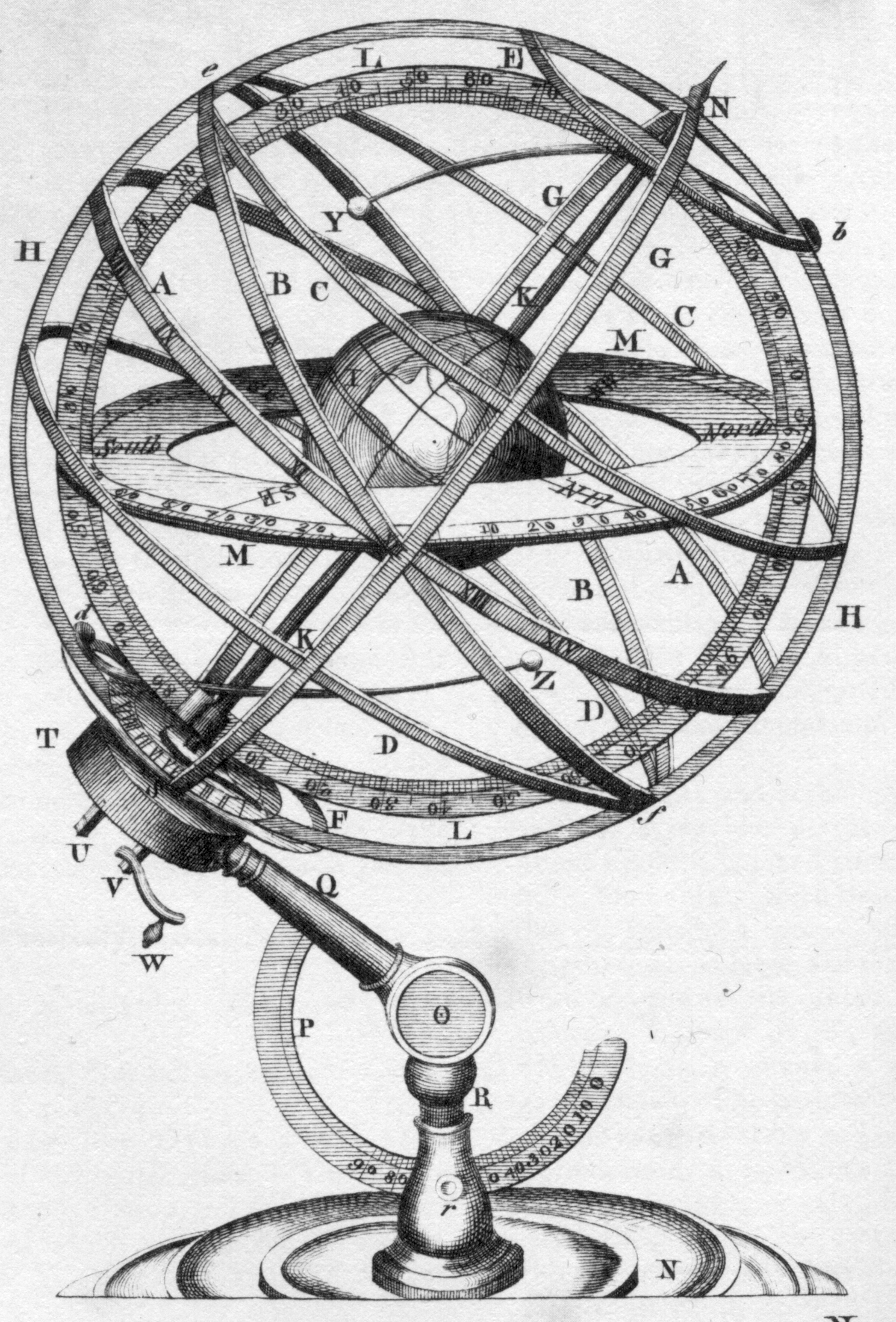
Esfera Armilar. Los anillos A (Ecuador celeste) y B (Eclíptica), dispuestos en forma de X, se corresponden, según Cornford con el anillo de lo otro y de lo mismo descritos en Timeo 36b-d.

Concluido esto, la mezcla se divide nuevamente a lo largo: las dos tiras resultantes se disponen cruzadas, en forma de X, luego se unen cada una con su extremo. De lo que resulta dos bandas circulares, una externa y otra interna, dispuestas oblicuamente. El Demiurgo les imprime a ambas un movimiento rotatorio uniforme, y asigna al movimiento de la banda externa la «naturaleza de lo mismo», que tendrá predominio y será indivisa, mientras que al movimiento de la banda interna se le asigna la «naturaleza de lo otro», que, además, será dividido en siete círculos desiguales, aunque dispuestos de manera proporcionada. La descripción concuerda con un modelo material de las revoluciones de los cuerpos celestes, una esfera armilar. El círculo de lo mismo es el ecuador celeste, y su movimiento se corresponde con el de las estrellas fijas, mientras que los otros círculos son las órbitas del Sol, la Luna y los otros cinco planetas conocidos en la antigüedad.

###### Unión del cuerpo y del alma del mundo (36d7-37c)
Luego de que el alma invisible cobró forma racional, el Artífice la entramó al cuerpo, lo visible, desde su centro hacia su periferia. De este modo el alma transmite su movimiento al cuerpo. El alma también determina, con su movimiento, al entrar en contacto con lo corpóreo y divisible o con lo incorpóreo, las relaciones de las cosas visibles entre sí y de lo visible con lo invisible. También el conocimiento depende del alma y su rotación, y de su composición mixta de lo Mismo y lo Otro, porque cuando el círculo de lo Otro comunica su disposición al alma, tiene lugar la opinión recta, y cuando lo hace el círculo de lo Mismo, el conocimiento inteligible.

###### Establecimiento del tiempo (37c - 39d)
Timeo explica que el Hacedor dio inicio al tiempo (χρόνος) porque quiso que el universo se asemejara a su modelo. Este es eterno, su eternidad consiste en permanecer sempiternamente en un punto. Pero como esto no es posible para lo generado, el Demiurgo crea una imagen móvil de la eternidad. Su movimiento es eterno, pero con una eternidad que está sujeta al número, en la que se distingue el presente del pasado y del futuro.
El establecimiento del tiempo dio origen a los astros, cuya función es señalar su paso de manera discreta. Los astros, en número de siete, se colocan en los siete circuitos de lo Otro. El Sol y la Luna son los principales divisores del tiempo, marcando el día y la noche, y el año, el primero; y los meses, la segunda. Los otros planetas también marcan el tiempo, aunque esto no lo advierta la mayoría de los hombres. Cada vez que los astros retornan a su configuración inicial, se cumple un Año Perfecto.

###### Creación de los dioses (39e - 42e3)
La tarea del Demiurgo no ha sido completada, puesto que todavía debe reproducir los géneros de vivientes que se hallan en el viviente ideal, el universo generado. Estos son cuatro: los dioses celestes, los alados, los acuáticos y los que viven sobre la tierra. Cada género corresponde a uno de los cuerpos primarios: fuego, aire, agua, tierra.
Los dioses celestes (οὐράνιος θεόι), hechos en su mayor parte de fuego, son las estrellas fijas, los planetas y la Tierra. Tienen un movimiento en lo mismo y según lo mismo, según Timeo, para que piensen siempre lo mismo sobre de lo mismo. También poseen un movimiento progresivo acompañando la rotación del círculo de lo Mismo. La Tierra, situada en el centro del universo, rota en torno al eje que se extiende a través del universo, siendo una de las primeras teorías en afirmar la existencia de un movimiento de rotación de la Tierra en tomo a su eje.
Sobre los dioses tradicionales, una interpretación literal que no considere otros textos de Platón indicaría que Timeo da fe de los relatos antiguos de los poetas, puesto que, aunque no proporcionan demostraciones probables o necesarias, son hijos de dioses, y no es plausible que yerren en asuntos familiares. Se da por buena, en general, la genealogía divina expresada por Hesíodo en la Teogonía. Otra posibilidad, a este respecto, y apoyado en otros textos –Cf. Cratyl. 402 B,Phileb. 66 C.–, es que semejante atribución de 'verdad' se de modo irónico (Lamb, Cambridge, MA, Harvard University Press; London, William Heinemann Ltd. 1925).

###### Creación del hombre (42e4 - 47e)
Todos estos dioses son inmortales, pero no por naturaleza -ya que han sido generados, y lo generado es susceptible de destrucción- sino en virtud de una decisión del Demiurgo. Este les encomienda la creación de los restantes géneros de vida, puesto que si él los creara directamente, no se diferenciarían de ellos. Y es necesario un género de vida mortal para que el universo se complete. Estos mortales tendrán, sin embargo, un elemento inmortal hecho directamente por el Artesano: el alma. Hecha con el mismo material que el alma del cosmos, no guarda perfectamente sus proporciones y por lo tanto no es tan pura como aquella. El material es dividido y asignado a cada una de las estrellas, y luego encaminada a una primera encarnación, en la que es puesta a prueba, sometida a una violenta percepción inicial, y al influjo de diversas pasiones. Si el alma las domina y vive en justicia, retornará a la estrella a la que ha sido asignada para vivir una vida feliz, si es dominada, reencarnará sucesivamente en seres inferiores y será nuevamente puesta a prueba.
Timeo indica que los dioses celestes construyen un cuerpo para el alma, hecho de los cuatro cuerpos primarios: fuego, agua, tierra y aire. El alma, al encarnarse, trastorna todos sus movimientos ordenados circularmente debido a los reflujos caóticos del cuerpo, y esto ocasiona que, cuando encuentra una naturaleza exterior del género de lo Mismo o lo Otro, no lo comunique correctamente y se vuelva mentirosa y sin inteligencia. Esto explica por qué el alma, en un primer momento al encarnarse, se vuelva irracional. Este estado puede ser superado cuando los flujos apetitivos y del crecimiento aminoran, y las órbitas de las revoluciones anímicas nuevamente alcanzan un orden, comunicando correctamente lo Mismo y lo Otro por la virtud y la educación.
La obra explica a continuación la creación del cuerpo del hombre, por parte de los dioses menores. Para imitar el universo, crean una forma redonda: la cabeza. El resto de la fisiología es concebida como apéndice que tiene como fin la traslación sobre la superficie de la tierra. La cabeza, verdadero núcleo gobernante del cuerpo, tiene los órganos de la percepción con el fin de servir a la previsión del alma, pero también para un fin más elevado:
- Los ojos y el don de la vista sirven para contemplar el orden y regularidad del movimiento de los astros, la sucesión de las divisiones del tiempo, para poder investigar la naturaleza y procurar a los hombres la filosofía. La contemplación del orden celeste ayuda a ordenar las revoluciones desordenadas del alma en los hombres, haciéndolas participar de la regularidad y del equilibrio de aquel.
- La voz y el oído tienen un fin principal semejante: el que se sirve de ellos con inteligencia aprovecha el don de las musas para, a través de la armonía y el ritmo, alcanzar regularidad y gracia en su alma.

#### Lo que aporta la Necesidad (47e3 - 69c)

##### Introducción (47e3 - 49d) - El receptáculo (49e - 52c8)
Timeo indica que lo expuesto hasta ahora es la obra de la Inteligencia, pero el universo se ha formado por una combinación de Inteligencia y Necesidad (ἀνάγκη). la relación entre estos dos principios es tal que la Inteligencia tiene el mando (ἀρχεύω) sobre la Necesidad, porque la ha persuadido (πείθω) de ordenar al menos una buena parte del devenir. Es necesario recomenzar el relato desde el punto de vista de lo que aporta esta «causa errante» (πλανωμένη αἰτία). Al hacer esto, Timeo indica que se logrará dar una explicación más verosímil que otras, sobre la naturaleza de los cuatro elementos: fuego, aire, tierra y agua.
A esta Necesidad Timeo la caracteriza como receptáculo (ὑποδοχή) de todo lo generado. Ello, en el sentido de un substrato de todo lo que deviene. Acoge a las semejanzas de las formas, sin afectarse, en el fondo, por ellas. Es algo que permanece por detrás de las transformaciones que sufren los elementos primarios cuando se convierten en sus opuestos, de la misma manera que un metal subyace a la transformación de las figuras conformadas mediante su fundición. Es algo que acoge las imitaciones de las Formas, pero permanece independientes de estas, tal como las bases oleosas neutras, respecto de los aromas que luego les agregan los perfumistas. Esta naturaleza plástica en sí misma carece de forma y es imperceptible.
Al distinguir Timeo tres géneros en orden a la producción del universo:
- el modelo que es imitado
- el recipiente de lo que se imita
- la naturaleza intermedia generada por imitación

adjudica metafóricamente el rol del padre al primero (las formas inteligibles que no cambian y son captadas por la inteligencia), del hijo al tercero (el cosmos visible, conocido por la opinión acompañada a la percepción sensible), la Necesidad sería el segundo género, la madre, sede de todo, y por lo tanto también se la puede denominar espacio (χώρα). No es captable por los sentidos, solo puede ser comprendida por un razonamiento bastardo.

##### Constitución de los elementos (52d - )
Los elementos son, en principio, la Nodriza o Espacio humedeciéndose (agua), quemándose (fuego), y adquiriendo forma térrea y aérea en diversos puntos. Debido al movimiento constante y desordenado de la Nodriza, se produce un efecto similar al de una criba, porque las partículas de cada elemento se separan de las que son diferentes a ellas, y se juntan con sus semejantes. Resulta de esto que los elementos se hallan reunidos en diferentes regiones, aun antes de la conformación cósmica. Mediante la intervención ordenadora del dios artífice, todo esto adquirió luego forma, proporción y número. 
Los elementos son concebidos como cuerpos simples, por lo tanto deben tener profundidad, y también participar de la superficie que rodea a esa profundidad. Y la superficie está compuesta de triángulos. Las partículas de estos cuerpos simples tienen figuras geométricas tridimensionales propias, formadas en última instancia, según Timeo, por triángulos. Al fuego le corresponde la primera figura, que es la de un tetraedro. El octaedro corresponde al aire. El Icosaedro corresponde al agua y el cubo es la forma geométrica de las partículas de tierra. 

Tetraedro, figura cuyo lados son cuatro triángulos equiláteros.
Octaedro, figura cuyo lados son ocho triángulos equiláteros.
Icosaedro, figura cuyos lados son 20 triángulos equiláteros.
El cubo es pensado por Timeo como una figura cuyos lados puede descomponerse en dos triángulos isósceles.